# JAWS
JAWS (Job Access With Speech) は、視覚障害者向けのスクリーンリーダーである。アメリカのフロリダ州セントピーターズバーグにある Freedom Scientific 社の Blind and Low Vision Group が開発した。Microsoft Windowsを搭載したパーソナルコンピュータを視覚障害者が使えるようにする。画面上に表示される情報を音声合成や点字ディスプレイでユーザーに伝え、幅広いキーボードによる入力を可能にしている。
JAWS Scripting Language というスクリプト言語でスクリプトを作成できる。それによってアプリケーションの出力する情報を加工・圧縮でき、特にアクセシビリティに配慮していないアプリケーション（Windows の標準的制御を使っていないプログラムなど）でもJAWS経由で使えるようにできる。
本項目では主にJAWS英語版について記載し、その日本語版についても触れる。

## 歴史
1989年、Ted Henter が最初のJAWSをリリースした。彼はバイクレーサーだったが1978年に事故で失明した。1985年、Henter は Bill Joyce から18万$の出資を受け Henter-Joyce Corporation をセントピーターズバーグに設立した。1990年、Joyce は同社の権利を Henter に売却した。2000年4月、Henter-Joyce と Blazie Engineering と Arkenstone, Inc. が合併して Freedom Scientific となった。
JAWS は当初 MS-DOS オペレーティングシステム向けであった。MS-DOS 上のテキストモードのアプリケーション用スクリーンリーダーの1つであった。当時のJAWSのユニークな機能として Lotus 1-2-3 のような階層型メニューを備えていた。JAWS が当時の他のスクリーンリーダーより優れていた点として、マクロを使ってユーザインタフェースをカスタマイズでき、各種アプリケーションの操作をよりよくできる点が挙げられる。
Ted Henter と Rex Skipper が最初のJAWSのコードを1980年代中ごろに書き、1990年代中ごろには version 2.0 をリリースした。Skipper はその直後に同社を離れ、代わりに Charles Oppermann が開発担当として雇われた。Oppermann と Henter はその後も着実に機能を改良しつつ新バージョンをリリースしていった。Freedom Scientific は現在では MS-DOS 版 JAWS をフリーウェアとして同社のサイトからダウンロード可能にしている。
1993年、Henter-Joyce は JAWS から派生した学習障害者向けのバージョン WordScholar をリリースしたが、既に販売中止となっている。

### JAWS for Windows
1992年、Microsoft Windowsが一般化してくると、Oppermann は JAWS の新バージョン開発を開始した。その設計目標は、Windows の自然なユーザインタフェースを妨げることなく、強力なマクロ機能を提供し続けることであった。JAWS for Windows のベータ試用版は1993年と1994年にかけて各種会議に出展された。この間 Glen Gordon が新たに開発に加わり、1994年11月にマイクロソフトに移籍した Oppermann の代わりを務めるようになった。そして1995年1月、JAWS for Windows がリリースされた。
現在、ほぼ毎年新バージョンがリリースされており、その途中にマイナーアップデートがある。
JAWS 2018からバージョンが年度表記となった。

## 日本におけるJAWS
日本においては、日本アイ・ビー・エムがJAWS for Windows(IBM Version) Version 3.7を2001年4月に発表し、続いてVersion 4.5までがリリースされたが、その後数年を経て営業活動終了が発表された。
その後、石川准により日本語移植が進められた。石川が設立した「有限会社エクストラ」から、2005年7月27日にJAWS for Windows Professional Ver.6.2 日本語版が発表され、ほぼ毎年の英語版更新に追従して日本語版がリリースされている。日本語版ではJAWS本体やヘルプ・マニュアル等の日本語化に加え、同社の自動点訳エンジンを用いた正確な日本語読み上げと点字表示、各種音声合成エンジンの搭載などが特徴とされている。なお、バージョン13.0は英語版では発売があったが、日本語版は未発売で欠番となっている。

## リリース履歴
| Version Release date | Significant changes   | 内容 |
| -------------------- | --------------------- | --- |
| JFW 1.0              | 1995年1月             | Windows 3.1 と Windows for Workgroups 3.11 向け |
| JFW 2.0              | 1996年ごろ            | Windows 95 サポートを追加 |
| JFW 4.0              | 2001年9月14日         | - ユーザインタフェースを大幅に変更 - アクセスキーヘルプ追加 |
| JFW 4.5              | 2002年8月30日         | Internet Explorer 用クイックナビゲーションキーを追加し、HTML要素間の移動をサポート |
| JFW 5.0              | 2003年10月9日         | - インターネットサポート関連の各種改良 - Speech and Sounds Manager（フォント、Webページの制御や要素の提示） |
| JFW 6.0              | 2005年3月3日          | - ライセンスアクティベーション方式の導入 - ユーザー個別設定の導入 |
| JFW 7.0              | 2005年10月14日        | - USBメモリ版をリリース（ポータブルアプリケーション） - Mozilla Firefox などのアプリケーションをサポート - Windows 95 のサポート廃止 |
| JFW 7.1              | 2006年6月21日         | - 自動更新 - HTMLレンダリング用エンジンを Document Object Model に切り替え |
| JFW 8.0              | 2006年11月17日        | - RealSpeak Solo SAPI 5 Speech Synthesizers を同梱 - Windows 98 および Windows ME のサポート廃止 - Windows Vista サポート |
| JFW 9.0              | 2007年11月19日        | - HTML 構文読み上げサポート - "adjust JAWS options" ダイアログボックスを新規追加 |
| JFW 10.0             | 2008年11月3日         | - JAWS Tandem機能の追加 - iTunes 8とiTunes Storeのサポート |
| JFW 11.0             | 2009年10月23日        | - 簡単検索機能であるResearch Itの追加 - FSReader フルバージョン搭載 |
| JFW 12.0             | 2010年10月21日        | - 高音質音声エンジンのVoiceText®(さやか、みさき、Julie)を搭載 - Internet Explorer9への対応 |
| JFW 13.0             | 2011年10月24日        | - 日本語版未発売 - 英語版ではOCR機能を実装 |
| JFW 14.0             | 2012年10月22日        | - Microsoft Windows 8 サポート - OCR機能を実装 - 校正支援機能「テキストアナライザー」が日本語で使用可能 ※OCR機能の実装は英語版ではVer.13.0で追加されているが、日本語版ではVer.13.0が未発売のため、Ver.14.0からの追加となった。                   |
| JFW 15.0             | 2013年10月28日        | - Microsoft Windows 8 のタッチスクリーンサポート - Skype最新版サポート - 日本語版発売2014年5月28日 |
| JFW 16.0             | 2014年10月28日        | - 簡単OCRでPDF形式の文書全体の認識に対応 - MathMLに対応 - JAWSを終了するための新しいタッチスクリーンジェスチャーを追加 - 読み上げ辞書・点訳辞書を更新                                                                                            |
| JFW 18.0             | 2017年6月8日          | - Firefoxに対応 - Google Chromeに対応 - 日本語版発売2017年8月8日 |
| JFW 2018             | 2017年12月2日         | - 本バージョンから呼称が変わり、年度表記となった。 - Microsoft Edgeに対応 |
| JFW 2019             | 2018年7月31日         | - JAWS終了時の確認を無効にしてすぐに終了する設定を追加 - Skype 8に対応 |
| JFW 2020             | 2020年7月31日         | - Zoomミーティングスクリプトを追加してユーザエクスペリエンスを改善 - 統一英語点字(UEB)での点字表示をサポート |
| JFW 2022             | 日本語版2022年7月25日 | - Windows 11、Microsoft Office、各種ブラウザのサポートを強化* 統一英語点字(UEB)での点字表示をサポート - Windows 8 サポート終了 |
| JFW 2024             | 日本語版2024年6月26日 | - ビデオ通話に参加する前に、設定が正しく、カメラの焦点が正しく合っていることを確認できる、フェイスインビューを搭載 - 異なる場所のコンテンツを点字ディスプレイの1行に表示できる、点字分割機能を実装 - チャットアプリケーションのDiscordをサポート |